# Golf ai Giochi olimpici
Il golf ha fatto parte dei Giochi olimpici estivi in quattro edizioni: Parigi 1900, St. Louis 1904 e di nuovo a partire dai Giochi di Rio de Janeiro 2016.
A Parigi presero parte solo 17 golfisti tra cui alcune donne; tutta al maschile fu invece la competizione di St. Louis che vide nell'organico 77 atleti di cui 74 statunitensi e 3 canadesi, curiosamente l'unico a presenziare ad entrambe le edizioni fu Albert Lambert.

## Medagliere
Aggiornato a Parigi 2024.
| Pos | Nazione       | Oro | Argento | Bronzo | Totale |
| --- | ------------- | --- | ------- | ------ | ------ |
| 1   | Stati Uniti   | 6   | 3       | 5      | 14     |
| 2   | Gran Bretagna | 1   | 2       | 1      | 4      |
| 3   | Nuova Zelanda | 1   | 1       | 1      | 3      |
| 4   | Canada        | 1   | 0       | 0      | 1      |
| 4   | Corea del Sud | 1   | 0       | 0      | 1      |
| 6   | Giappone      | 0   | 1       | 1      | 2      |
| 7   | Germania      | 0   | 1       | 0      | 1      |
| 7   | Slovacchia    | 0   | 1       | 0      | 1      |
| 7   | Svezia        | 0   | 1       | 0      | 1      |
| 10  | Cina          | 0   | 0       | 2      | 2      |
| 11  | Taipei cinese | 0   | 0       | 1      | 1      |

## Albo d'oro

### Maschile

#### Singolare
| Edizione                                                    | Oro                     | Argento                                      | Bronzo                                       |
| ----------------------------------------------------------- | ----------------------- | -------------------------------------------- | -------------------------------------------- |
| Parigi 1900                                                 | Charles Sands           | Walter Rutherford                            | David Robertson                              |
| St. Louis 1904                                              | George Lyon             | Chandler Egan                                | Burt McKinnie                                |
| St. Louis 1904                                              | George Lyon             | Chandler Egan                                | Frank Newton                                 |
| Evento non inserito nel programma olimpico dal 1908 al 2012 |                         |                                              |                                              |
| Rio de Janeiro 2016                                         | Justin Rose             | Henrik Stenson                               | Matt Kuchar                                  |
| Tokyo 2020                                                  | Xander Schauffele       | Rory Sabbatini                               | Pan Cheng-tsung                              |
| Parigi 2024                                                 | Scottie Scheffler       | Tommy Fleetwood                              | Hideki Matsuyama                             |
| Atleta meglio premiato:                                     | Atleta meglio premiato: | Nazione meglio premiata: Stati Uniti (3/1/3) | Nazione meglio premiata: Stati Uniti (3/1/3) |

### Femminile

#### Singolare
| Edizione                                                    | Oro                                      | Argento                                        | Bronzo                                         |
| ----------------------------------------------------------- | ---------------------------------------- | ---------------------------------------------- | ---------------------------------------------- |
| Parigi 1900                                                 | Margaret Abbott                          | Pauline Whittier                               | Daria Pratt                                    |
| Evento non inserito nel programma olimpico dal 1904 al 2012 |                                          |                                                |                                                |
| Rio de Janeiro 2016                                         | Park In-bee                              | Lydia Ko                                       | Feng Shanshan                                  |
| Tokyo 2020                                                  | Nelly Korda                              | Mone Inami                                     | Lydia Ko                                       |
| Parigi 2024                                                 | Lydia Ko                                 | Esther Henseleit                               | Lin Xiyu                                       |
| Atleta meglio premiato: Lydia Ko (1/1/1)                    | Atleta meglio premiato: Lydia Ko (1/1/1) | Nazione meglio premiata: Gran Bretagna (2/1/1) | Nazione meglio premiata: Gran Bretagna (2/1/1) |

## Eventi non più in programma

### Maschile

#### Squadre
| Edizione       | Oro | Argento | Bronzo |
| -------------- | --- | --- | --- |
| St. Louis 1904 | Stati Uniti Western Golf Association Robert Hunter Chandler Egan Ken Edwards Clement Smoot Walter Egan Ned Sawyer Ned Cummins Mason Phelps Nathaniel Moore Warren Wood | Stati Uniti Trans-Mississippi Golf Association Albert Lambert Stu Stickney Burt McKinnie Art Stickney Ralph McKittrick Fred Semple Frank Newton Henry Potter Jack Cady John Maxwell | Stati Uniti United States Golf Association Doug Cadwallader Allan Lard Lee Carleton Sim Price Harry Weber John Rahm Arthur Hussey Orus Jones Harold Fraser George Oliver |